# Fuerzas de gestión ambiental
Fuerzas de Gestión Ambiental hace referencia a aquellas iniciativas que de alguna manera empujan a hacer Gestión Ambiental en forma obligatoria o libre, directa o indirectamente.
El ser humano a través de la historia ha hecho gestión ambiental aunque quizás inconscientemente. Por ejemplo, en la Edad Media, una vez alterados los entornos ambientales por actividades de agricultura más tecnificada, se empezaron a implementar prácticas para contrarrestar desequilibrios, tal es el caso de la rotación de cultivos para reducir o controlar poblaciones de plagas de insectos o de enfermedades; tal práctica no necesariamente respondía a un cuidado hacia el medio ambiente sino más bien una decisión técnica y económica para mejorar los rendimientos en agricultura. Con un ambiente ya alterado por la neonata frontera agrícola, el hombre indirectamente empezó a tomar iniciativas para hacer Gestión Ambiental aunque inconscientemente.
Las Fuerzas de gestión ambiental, se clasifican en tres grandes categorías que pueden abarcar diferentes modalidades o mezcla de ellas:
1. Fuerza Político-Legal
2. Fuerza Económica-Empresarial
3. Fuerza Voluntad Propia

## Historia
Ha sucedido todo un proceso para el nacimiento de lo que hoy conocemos como las Fuerzas de gestión ambiental. Bajo los contextos actuales de globalización, las tres fuerzas pudieron haber tenido un origen quizás casi simultáneo pero con una lógica ordenada consecuente.
Muchas sociedades avanzaron en los siglos siglo XIX y siglo XX gracias a adelantos científicos e industriales. Desde el año 1800 se tiene registro que la riqueza y la renta per cápita se multiplicó de manera considerable, como nunca en la historia, pues hasta entonces el PIB per cápita se había mantenido prácticamente estancado durante siglos. Estos adelantos fueron develando poco a poco las implicaciones de las actividades antropológicas en el entorno ambiental nunca antes vistas ni vividas. 

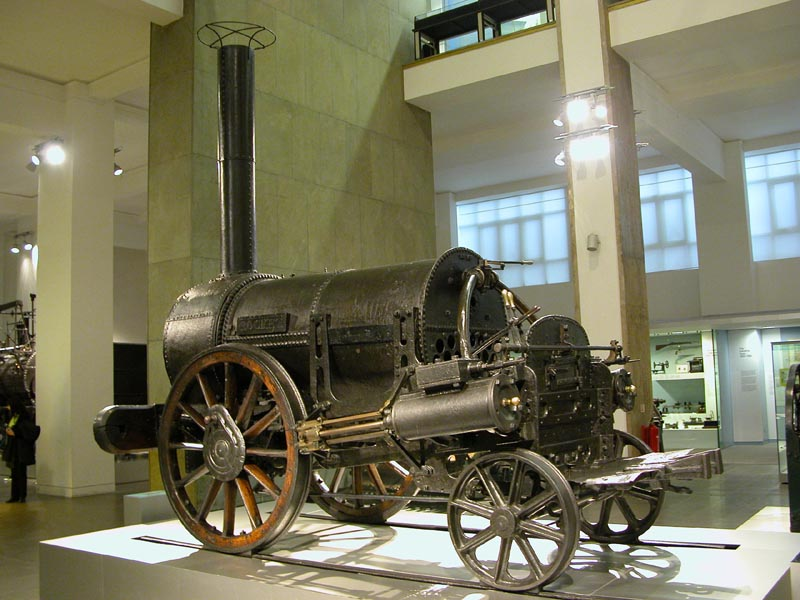
Locomotora de Stephenson de principios del

Un caso muy emblemático es la formación de lluvia ácida. La lluvia ácida fue descubierta en Londres a principios del siglo XIX. Los londinenses empezaron a sentir una especie de ardor en la piel cuando llovía. En 1852, Robert Angus Smith fue el primero en demostrar la relación entre la lluvia ácida y la contaminación atmosférica en Mánchester, Inglaterra. El término lluvia ácida fue acuñado en 1872 por Robert Angus Smith. Los científicos de aquella época analizaron la precipitación pluvial, encontrando una gran cantidad de iones sulfato (SO4-). Llegaron a concluir que dichos iones se formaron a partir de bióxidos de azufre emitidos por las fábricas de carbón que se ubicaban en los alrededores de la ciudad.

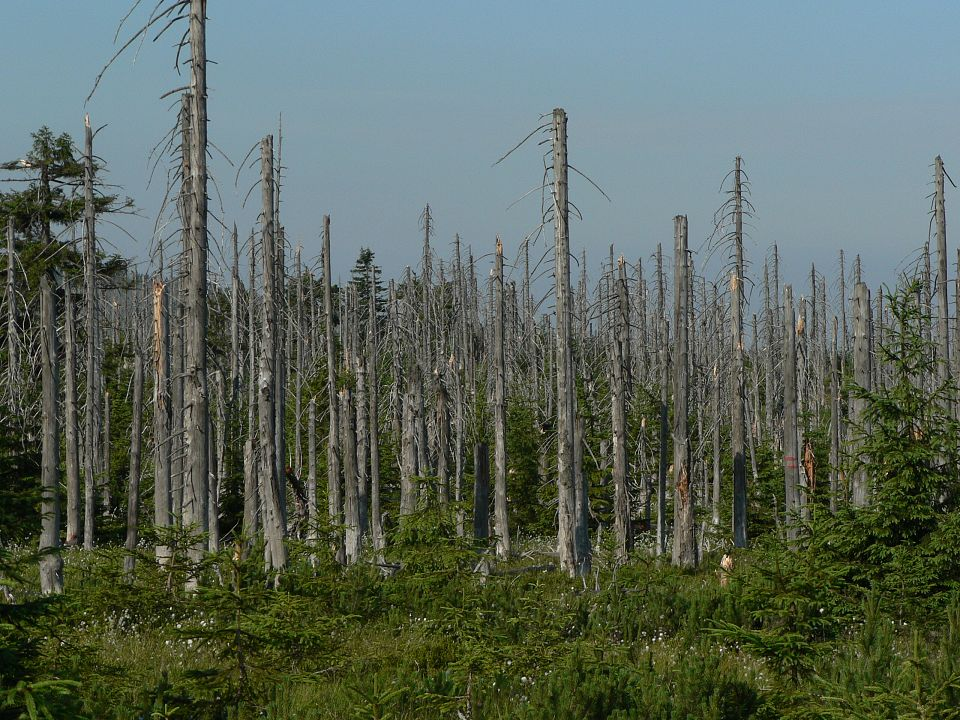
Efectos de la lluvia ácida en un bosque de la República Checa.

Este tipo de eventos que deterioraban el entorno de vida del ser humano o los ecosistemas alrededor, fueron los detonantes de la creación de alguna forma de regulación de las actividades humanas.
Probablemente la Fuerza de gestión ambiental más antigua fue la Económica-Empresarial en donde indirectamente o por accidente se tomaban medidas para el cuidado del ambiente sin que ello fuera el principal objetivo. Por otro lado, la Fuerza de gestión ambiental Político-Legal es sin lugar a dudas la primera fuerza que surgió al momento de reconocer técnica y científicamente que las actividades humanas generan cambios o alteraciones importantes en los ecosistemas, puesto que con ello nacieron las regulaciones.
La Fuerza de gestión ambiental de Voluntad Propia podría decirse entonces que es la última fuerza en surgir ya que el hombre la ha adoptado tomando como base el desarrollo histórico y científico que el hombre le ha dado a las Ciencias Ambientales.

## Interpretación de las FGA

### Fuerza Político Legal
Probablemente sea la fuerza que más predomina a nivel mundial para hacer gestión ambiental. Se refiere a todas aquellas normas gubernamentales o privadas que orientan a hacer gestión ambiental. Es interesante observar cómo los gobernantes de diferentes países alrededor del mundo regulan alguna actividad mediante una norma específica. Dichas normas suelen ser muy semejantes de un país a otro. Un ejemplo puede ser una Ley Forestal que intenta regular el aprovechamiento de árboles dentro de un país previendo la sostenibilidad, manejo y conservación de las masas boscosas. Otro ejemplo puede ser alguna norma que regule las descargas de aguas residuales a cuerpos receptores.
Es de destacar que hoy en día existen muchas normas promulgadas discrecionalmente por gobernantes y que en nombre del cuidado ambiental, lejos de cuidar o preservar el ambiente, promueven intereses personales o privilegios hacia ciertos sectores industriales o empresariales provocando lo opuesto al cuidado ambiental. Así que en cada país existirá un paquete de normas que obligan, promueven o incentivan a hacer gestión ambiental.
La Fuerza Político Legal debe ser implementada de tal forma que se tome en cuenta el desarrollo económico sostenible de una nación o sociedad. Es importante no perder de vista que la norma que prohíbe totalmente realizar alguna actividad económica no es una FGA puesto que la prohibición elimina la actividad humana y en consecuencia no existe gestión ambiental. Otro punto muy importante de la Fuerza Político Legal es que impone estándares, multas o gravámenes de gestión ambientalque aumentan los costos de producción de las compañías lo cual muchas veces hace inoperantes los proyectos. Sin embargo también puede proponer incentivos o subsidios para aquellas compañías que acaten la norma.
Las normas privadas son adoptadas libre y voluntariamente. De esta forma una compañía toma la decisión de cumplir con un paquete de regulaciones y estándares de tal suerte que dentro de sus procesos se implemente gestión ambiental, como por ejemplo el concepto de "Producción Más Limpia".
Otro dato importante es que según la estabilidad político-legal y la certeza jurídica de un país así también será la aplicación de las normas relacionadas con el ambiente. Generalmente en países desarrollados las normas son más respetadas puesto que existe certeza de castigo para los que no las cumplan, pero en países en vías de desarrollo a pesar de que pueden existir normas ambientales su aplicación queda lejos de los resultados que éstas pretenden.
En conclusión la FGA Político Legal cuando es de origen gubernamental es común que obligue a las empresas a implementar estándares ambientales así esté de acuerdo o no el responsable o responsables de la actividad humana.

### Fuerza Económico-Empresarial
Es una FGA en donde se hace gestión ambiental no necesariamente porque una norma lo está obligando sino porque hacer gestión ambiental implica un aumento de la rentabilidad de la empresa y accidental o consecuentemente se cuida del ambiente. Por ejemplo en una granja de cerdos, al tratar las aguas residuales se pueden obtener subproductos que la misma empresa puede reutilizar en otros procesos como el riego de cultivos, por lo tanto la empresa trata las aguas porque tiene un interés económico en hacerlo y no porque necesariamente desee cuidar del ambiente aunque eso en la práctica es un beneficio ambiental indirecto.
Otro ejemplo puede ser una compañía que está adoptando mingitorios automáticos o que no utilizan agua, precisamente para bajar los costos asociados con la compra de agua. La razón de fondo de esta decisión es que la empresa desea ser más eficiente y ahorrar recursos pero indirectamente se cuida del ambiente al hacer menos uso de agua potable.
Otro ejemplo puede ser la compañía que trata y reutiliza sus aguas en sus procesos ya que no hacerlo implicaría comprar mucha agua. La decisión de tratar el agua fue económica pero indirectamente se está haciendo gestión ambiental al evitar por ejemplo descargar aguas residuales a un cuerpo receptor.
Un ejemplo más podría ser el desarrollo de vehículos que son muy eficientes en el consumo de combustible. Las personas buscan estos vehículos porque los costos asociados de transporte podrían ser muy elevados para una persona que usa un vehículo de alto consumo de combustible. La decisión fue económica pero accidentalmente o indirectamente se está haciendo gestión ambiental al reducir emisiones atmosféricas.
En el tema de reciclado, hay personas que se dedican a la recolección de plásticos en las calles. Estas personas no son obligadas por una norma a recoger esos plásticos en las calles, ni tampoco lo hacen porque están preocupados del paisaje o ambiente, lo hacen porque dicha actividad implica un ingreso económico que a su vez indirectamente propone un cuidado hacia el ambiente.
Un caso básico puede ser un campesino que decide hacer técnicas de conservación de suelos en sus terrenos ya que de otra forma perdería su suelo fértil y con ello la capacidad de producir. Dicha decisión no fue tomada porque le preocupa que el suelo contamine la corriente superficial de agua más cercana sino que su principal motivación es económica.
Hoy en día existen muchas empresas que su principal giro de negocios es hacer gestión ambiental y obtener rentas de ello. Por ejemplo hay empresas que se dedican completamente al desarrollo de tecnologías o procesos más limpios y eficientes obteniendo rentas a partir de eso.
En conclusión la FGA Económico Empresarial generalmente implica el hacer gestión ambiental de forma indirecta con el principal objetivo de mejorar la rentabilidad de las operaciones de una empresa. Es curioso observar que aunque no exista una norma que obliga a hacer gestión ambiental, las empresas o personas podrían implementarla.

### Fuerza Voluntad Propia
Esta fuerza se puede categorizar como la menos común aunque pueden existir excepciones. Se refiere a los procesos en donde el hombre hace gestión ambiental, no porque necesariamente exista una norma que lo obliga o porque sea rentable. En muchas ocasiones se tiene ausencia de normas ambientales y hacer gestión ambientalpuede implicar un alto costo económico sin embargo las personas deciden libremente cuidar del ambiente.
Un ejemplo sencillo puede ser algún ciudadano de un país que decide clasificar sus desechos en casa antes de presentarlos al tren de aseo de su ciudad. No necesariamente existirá una norma que obliga a que cada ciudadano en su hogar haga clasificación de desechos, ni tampoco necesariamente el ciudadano percibirá algún ingreso económico por hacerlo; sin embargo lo hace libre y voluntariamente por conciencia propia.

## Combinación de FGA
Las FGA pueden también operar combinadamente: en alguna actividad humana se puede ver la gestión ambiental tomando como base dos o tres FGA.
Por ejemplo la compañía que decide tratar sus aguas residuales y reutilizarlas para bajar sus costos operativos puede al mismo tiempo estar cumpliendo con una norma gubernamental que regula cierto volumen de descarga diaria de aguas contaminadas hacia algún cuerpo receptor. A la vez que la compañía está bajando sus costos también está cumpliendo con la norma. Por eso es común que la FGA Político Legal y Económico Empresarial se implementen en muchos procesos.
Otro caso puede ser que un gobierno permita dar incentivos fiscales o monetarios a las empresas que adopten tecnologías más limpias. Entonces se podría decir que en ese caso también hay combinación de fuerzas, ya que hay presencia de una Política gubernamental mientras que las empresas adoptan tales medidas con el interés de percibir el subsidio.
Hoy en día se puede observar cómo las empresas tratan de darle un valor agregado a sus procesos al hacer gestión ambiental con lo cual ubican sus productos o servicios en ciertos segmentos de mercado en donde los clientes están dispuestos a pagar por productos o servicios que fueron producidos bajo gestión ambiental. Hay empresas por ejemplo que adoptan normas privadas como las ISO 14000 en donde probablemente superan los estándares ambientales del país donde operan pero lo hacen con el objetivo de posicionarse mejor en algún mercado y obtener mejores rentas. En una empresa de este tipo también se podría decir que participan las tres FGA ya que todo su personal desde la alta gerencia hasta el último empleado, han recibido capacitaciones en temas ambientales y de gestión ambiental por lo que se ha generado cierto grado de conciencia que suele ponerse en práctica.